# 16 Rue de la Loi
16 , Rue de la Loi (o semplicemente 16, o direttamente solo Rue de la Loi) è un edificio neoclassico che ospita l'ufficio e servizi amministrativi del primo ministro del Belgio. Dal 1944 è la sede ufficiale del governo belga.
L'ufficio del primo ministro, a volte chiamato Cancelleria, non deve essere confuso con la sua residenza, che si trova al numero civico 1, Rue Lambermont.
L'inquilino della 16, Rue de la Loi è il primo ministro Alexander De Croo, che ha assunto la carica il 1º ottobre 2020.

## Storia

### Costruzione
L'edificio è stato costruito tra il 1782 e il 1784 dall'architetto Louis Montoyer.

### Dalle origini al XXI secolo

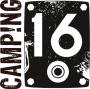
Logo del sito "Camping 16"

Durante il regime olandese (1815-1830), questo palazzo ospitò gli uffici del Ministero degli Affari Esteri del Regno Unito dei Paesi Bassi. Fu acquistato nel 1830 da Louis-Eugène I Principe de Ligne e del Sacro Romano Impero.
L'edificio fu acquistato dal Regno del Belgio nel 1847, nel tempo ospitò diversi ministeri.
Nel 1919 venne creato in Belgio il titolo di primo ministro e a questa carica venne assegnato il civico 18, Rue de la Loi sia per gli uffici che per la residenza privata. Nel 1944 però il primo ministro in carica, Hubert Pierlot, giudicò l'edificio come "troppo piccolo" e decise di trasferirsi nel palazzo di fronte. Da allora il 16, Rue de la Loi è la sede ufficiale del governo del Belgio; ospitando la Cancelleria del Primo Ministro, mentre la residenza privata del capo del governo è ora al civico 1, Rue Lambermont.

### Camping 16

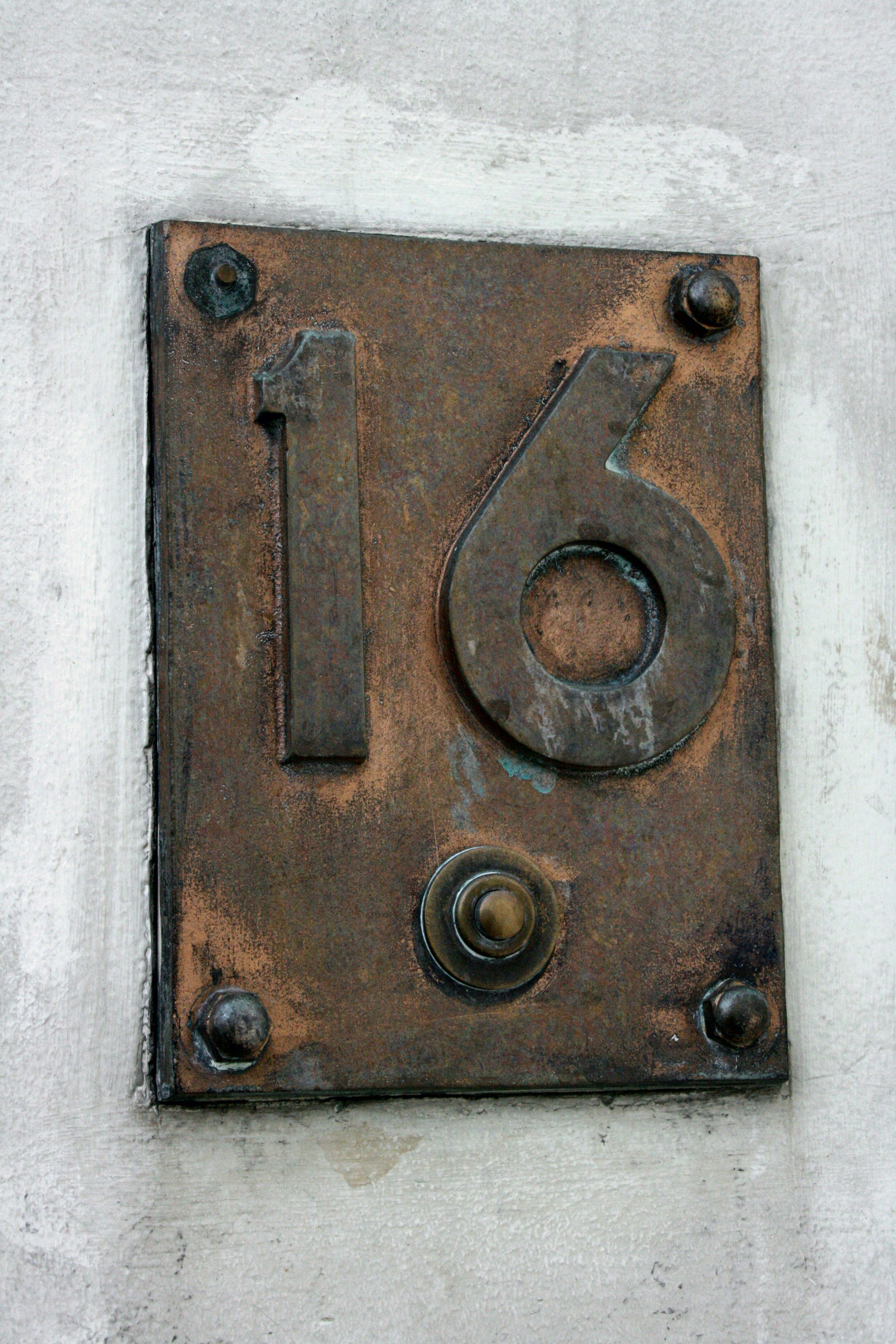
numero civico e campanello del 16 Rue de la Loi

Il 10 gennaio 2011 un gruppo di cittadini belgi, esasperato dalla lunghezza della crisi politica belga di quegli anni, lanciò un appello on-line per installare una tenda virtuale al 16, Rue de la Loi, minacciando che se dopo 100 giorni le politiche non sarebbero riuscite a formare un governo, loro avrebbero reclamato "di essere rimborsati."
Due settimane più tardi, il sito web di "Camping 16" accoglieva già più di 140 000 "campeggiatori" e successivamente, all'inizio di aprile, 80 giorni dopo il lancio dell'operazione, ne accoglieva circa 21 000 in più.